# アッタロス3世
アッタロス3世（古代ギリシア語: Άτταλος Γ΄、Attalus III Philometor Euergetes、紀元前170年頃 - 紀元前133年）は、アッタロス朝（ペルガモン王国）の最後の王である（在位：紀元前138年 - 紀元前133年）。

## 生涯
アッタロス3世はエウメネス2世とストラトニケの息子であり、前任のアッタロス2世の甥である。ベレニケと結婚して娘をもうけ、娘はガラティアの王デイオタロスと結婚した。"Philometor Euergetes"とは、ギリシア語で「母、保護者を愛する（"Loving-his-Mother, Benefactor"）」という意味である。彼は、母のストラトニケとの密接な関係からこのように呼ばれた。
アッタロス3世はペルガモン王国の統治にはほとんど興味がなく、医学、植物学、園芸等の趣味に没頭した。彼には後継者となる男子がなく、自身の意志によって共和政ローマに王国を遺贈した。ティベリウス・グラックスはペルガモン王国の財宝をローマ市民に提供することを要求したが、ローマ元老院はそれを拒否した。
ペルガモン王国の全国民がローマの支配を受け入れた訳ではなかった。エウメネス2世の非嫡出子であることを主張するアリストニコスはローマに対して反乱を起こした。この反乱は紀元前129年に鎮圧され、ペルガモン王国はローマ、ポントス、カッパドキアに分割された。